# Uchyb ustalony
Uchyb ustalony – w układzie regulacji, różnica między wartością zadaną sygnału oraz wartością sygnału wyjściowego w stanie ustalonym.

## Obliczanie uchybu ustalonego
Uchyb ustalony można obliczyć korzystając z postaci czasowej:
{\displaystyle e_{u}=\lim _{t\to \infty }e(t)}
lub z postaci operatorowej:
{\displaystyle e_{u}=\lim _{s\to 0}sE(s).}

## Przykład
Uchyb ustalony w praktyce oznacza, że ustalając temperaturę w pomieszczeniu na wartość 15 °C otrzymuje się, w stanie ustalonym, temperaturę różną od temperatury zadanej, np. 14,5 °C.

## Eliminacja uchybu ustalonego
W celu jego eliminacji stosuje się w układzie człon całkujący lub przed układem szeregowy człon korekcyjny (prekompensator) o wzmocnieniu równym odwrotności wzmocnienia układu.